# Xã Clay, Quận Webster, Iowa
Xã Clay (tiếng Anh: Clay Township) là một xã thuộc quận Webster, tiểu bang Iowa, Hoa Kỳ. Năm 2010, dân số của xã này là 234 người.